# Sofia Karemyr
Emmy Sofia Oline Karemyr, född 1 februari 1994 i Stockholm, är en svensk skådespelare, känd för bland annat rollen som Iris i filmen Call Girl, som handlade om den så kallade Bordellhärvan.

## Utbildning
Karemyr gick på Calle Flygare Teaterskola 2008–2011, Kulturamas musikalartistutbildning 2014–2015 och Kulturamas skådespelarutbildning 2015–2016.

## Filmografi
- 2012 – Call Girl
- 2018 – Unga Astrid
- 2019–2020 – Älska mig (TV-serie)
- 2020–2022 – Partisan (TV-serie)
- 2022 – The Playlist (TV-serie)
- 2023 – Strandhotellet (TV-serie)